# 黙って私のムコになれ!
『黙って私のムコになれ!』（だまってわたしのムコになれ）は、2011年1月28日にensemble（アンサンブル）から発売されたアダルトゲーム。株式会社ウィルの男性向けブランドであるensembleの第2作。

## 登場人物

### メインキャラクター
八坂 直樹（やさか なおき）
声 - なし
学年：2年C組 / 所属：天文部部長
物語の主人公。システムエンジニアの父親を持ち、母親と共に海外へ行っている間はふみゅ子と二人で生活している。星を見るのが趣味で、その知識は玄人の領域まできている。ごくごく普通の性格だが、変わった子を引き寄せる運を持ち、変わった子たちに振り回される毎日を送っており、本人としては平々凡々な日々を送りたいと切に願っている。玲央奈とは幼馴染で許婚の関係だが、本人としては親が勝手に決めた事で、過去に一度破談したのでなるべくコトを穏便に済ませたいと思っている。
白川 玲央奈（しらかわ れおな）
声 - 小倉結衣
学年：2年A組 / 所属：星人会会長
直樹の幼馴染。学園理事長の孫娘で、1年の時から学園生徒会「星人会」の会長を務めている。ガチガチに頭の堅い真面目な性格の持ち主で、後々自分が運営する事になる星嵐学園を今の内に有名校にしようと日々努力しているが、その堅く古い言動から、大半の生徒から堅い会長として煙たがられている。直樹とは許嫁の関係にあり、一度は破談させたが現在はその事を深く反省しており、何とかして直樹とヨリを戻し、祖父・大作の期待通りになるべく早く孫の顔を見せたいと思っている。
龍堂寺 凛（りゅうどうじ りん）
声 - 北都南
学年：2年C組 / 所属：なし
日本有数の名家・龍堂寺家の現当主。規格外なほどのお嬢様で、生来奔放で天真爛漫で曲がった事が嫌いで、真面目で地道に努力する性格なのだが、世間的な考えがかなりズレている。
なりゆきで直樹に助けられ、翌日に「一目惚れした」と即座に婿入りを申し込むが、会ったばかりで結婚は無理だと断られたので、「ならば私を知れ」と星嵐学園へ転校してきた。同時に恋のライバル達には正々堂々宣戦布告を行い、特に玲央奈と対抗意識を燃やしている。
崇城 遥（そうじょう はるか）
声 - 有栖川みや美
学年：2年C組 / 所属：星人会副会長
直樹のクラスメイトで星人会の副会長。身体能力が高くスポーツ万能で、様々な部へ助っ人として顔を出し、大会で優秀な成績を収めており、ノリが軽く、楽天的でフレンドリーな性格から友人が多く、学園のみんなから慕われている。
男勝りな性格や言動に反して可愛いものが好きで、ゴスロリ服やぬいぐるみなどをたくさん持っている。直樹とは悪友の関係で、直樹が困っている姿を見るのが好きで、それを見て爆笑しては怒られるというサイクルを毎日繰り返している。同時に毎朝直樹の家に起こしに来ては、ついでに朝食もご馳走になっている。
真壁 依子（まかべ よりこ）
声 - 七原ことみ
学年：2年A組 / 所属：天文部
直樹の所属する天文学部の部員。見かけによらず恥ずかしがり屋で極度の人見知りだが、美人で巨乳。幽霊部員ばかりの天文学部で、数少ないまともに活動している部員の一人。人付き合いが苦手で、他人に話しかけられただけで逃げ出してしまう内気な女の子。入学当初はその容姿やバストから、男子の間で話題になっていたが、今では話題どころか存在すら知らない学生が多い。依子を知っている学生達からは「星嵐学園のはぐれメ○ル」と呼ばれるほどの存在。
同じ天文学部である直樹もほとんど話をしたことがなく、最近ようやく会話が成立するようになった。
桐村 佑里恵（きりむら ゆりえ）
声 - 柚木かなめ
学年：3年D組 / 所属：星人会書記
玲央奈の従姉で3年生で星人会の書記を務める、おっとりして落ちつきのあるお姉さん。本来なら星人会を引退しているはずなのだが、未だに現役で役員を務めている。その理由は不明。同じ3年生から“先輩”と呼ばれていたり、先生達から相談を受けたりする謎多き人物。
しかし、それ以上に頼りになる先輩として、学生のみならず先生達から多大な信頼を得ている。直樹もそんな佑里恵を慕っており、悩みごとがあると相談してアドバイスをもらったりしている。ただ、佑里恵と2人で話をした後は、なぜか記憶が飛んでしまうことが多い。
桂木 小鳥（かつらぎ ことり）
声 - 姫川あいり
学年：1年B組 / 所属：天文部
天文学部に所属する1年生。天文学部・前部長の妹であり、部員確保のために数合わせとして入れられた。兄の清人とは正反対の真面目な性格をしており、無理やり入れられた天文学部にも、 せっかく入部したのだからと休むことなく出席している。
部長の直樹を兄以上に慕っていて、いつも「先輩がお兄ちゃんだったらよかったのに」と口にしている。いきなり天文部に乗り込んできた凛のことを快く思っておらず、何かにつけて凛と対立することになる。

### サブキャラクター
八坂 ふみゅ子（やさか ふみゅこ）
声 - 遠見はるか
学年：1年B組 / 所属：なし
直樹の妹。家事全般が得意で、両親が海外に行っている間は家の事を全て任されている。言動と感情が乏しいが超絶的な美少女で、たまに微笑むと例えヤクザやテロリストでも従順になるほど。特に遥は彼女を溺愛している。兄・直樹に懐き、直樹がお風呂に入っている時に後から一緒に入るほど。
桂木 清人（かつらぎ きよと）
声 - 堀川忍
学年：3年 / 所属：天文部名誉部長（？）
天文部の元部長で小鳥の兄。自称、天文部名誉部長。とにかく盛り上がることが大好きなお祭り男。関東生まれの関東育ちだが、関西弁で喋る。
苦手なものがなく、唯我独尊といった感じだが、唯一、佑里恵を前にすると大人しくなる。警察沙汰になるような凄い弱みを握られているともっぱらの噂である。

## スタッフ
- シナリオ - じんべい、歌鳥
- 原画 - 武藤此史、あんころもち
- サブ原画 - みこしまつり、igul
- 音楽 - ミリオンバンブー（有限会社バンブー）

## 主題歌
オープニングテーマ「一生モノ☆」
作曲 - ロドリゲスのぶ / 歌 - 片霧烈火
エンディングテーマ「DREAM」
作曲 - ロドリゲスのぶ / 歌 - 片霧烈火

## 反響

### 売り上げ
本作は発売月（2011年1月）の売り上げにおいて、PCpressの集計では1位、Getchu.comの集計では1位、アダルトゲーム月刊誌『BugBug』の集計では1位を記録した。発売年（2011年）においては、Getchu.comの集計で年間9位であった。

### 人気投票
本作は発売月（2011年1月）のユーザー人気投票において、Getchu.comの2位を獲得した。発売年（2011年）の人気投票においては、Getchu.comでは全部門で圏外であった。